# Ram (Bibel)
Ram (hebräisch רם) war Sohn des Hezron und Vater von Amminadab (Rut 4,19 , 1 Chr 2,9, 10 ) Er ist ein Vorfahr von David und somit Teil des Stammbaums Jesu.
Im Lukasevangelium wird er als Admin (Lk 3,33 ) bezeichnet und im Matthäusevangelium als Aram (Mt 1,4 ).
Er lebte vermutlich in Ägypten, da der Stammvater Juda dahin ausgewandert ist.

## Gleichnamige Personen
Im 1. Buch der Chronik ist Ram als erstgeborener Sohn des Jerachmeel, Sohn von Hezron, erwähnt. Somit ist er Neffe des ersten Ram (1 Chr 2,25, 27 ). 
Im Buch Hiob ist ein Elihu aus dem Geschlecht Ram erwähnt.